# Auray
Auray (en bretó An Alre) és un municipi francès situat al departament d'Ar Mor-Bihan i a la regió de Bretanya. L'any 2006 tenia 12.420 habitants. A l'inici del curs 2007 el 3,4% dels alumnes del municipi eren matriculats a la primària bilingüe.

## Demografia
| 1962                                       | 1968  | 1975   | 1982  | 1990   | 1999   |  |
| ------------------------------------------ | ----- | ------ | ----- | ------ | ------ |  |
| 8.118                                      | 8.449 | 10.256 | 9.892 | 10.323 | 10.911 |  |
| Des de 1962: població sense dobles comptes |       |        |       |        |        |  |

## Administració
| Període   | Identitat           | Partit        |
| --------- | ------------------- | ------------- |
| 1964-1970 | Pierre Dugor        | Divers droite |
| 1970-1977 | Marcel Le Gélébart  | Divers droite |
| 1977-1995 | Michel Naël         | Divers droite |
| 1995-     | Michel Le Scouarnec | PCF           |

## Personatges il·lustres
- Roland Becker, músic bretó
- Kevrenn Alre, grup de música tradicional

## Agermanaments
- Castlebar (Caisleán an Bharraigh)

## Galeria d'imatges

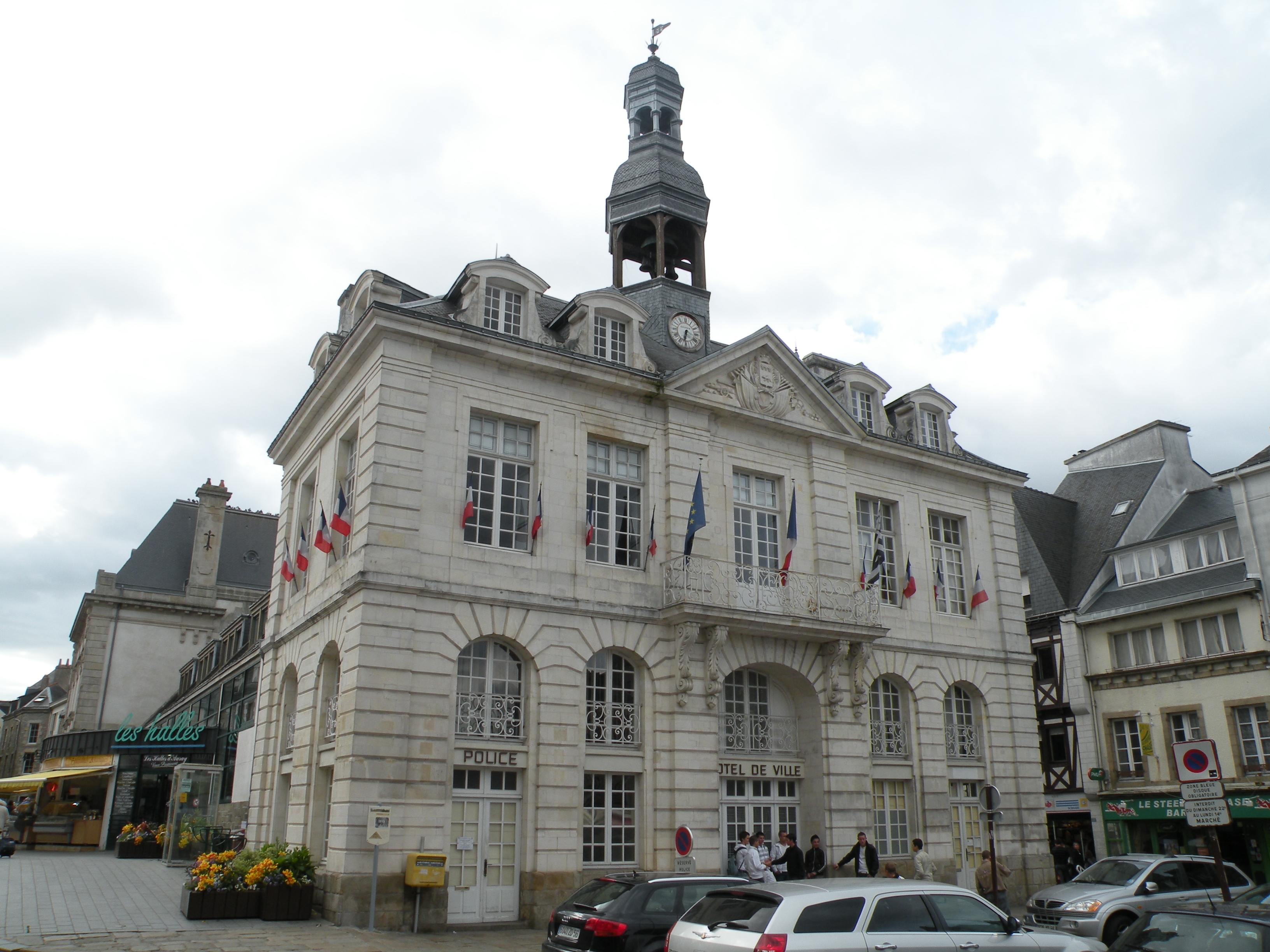
Alcaldia
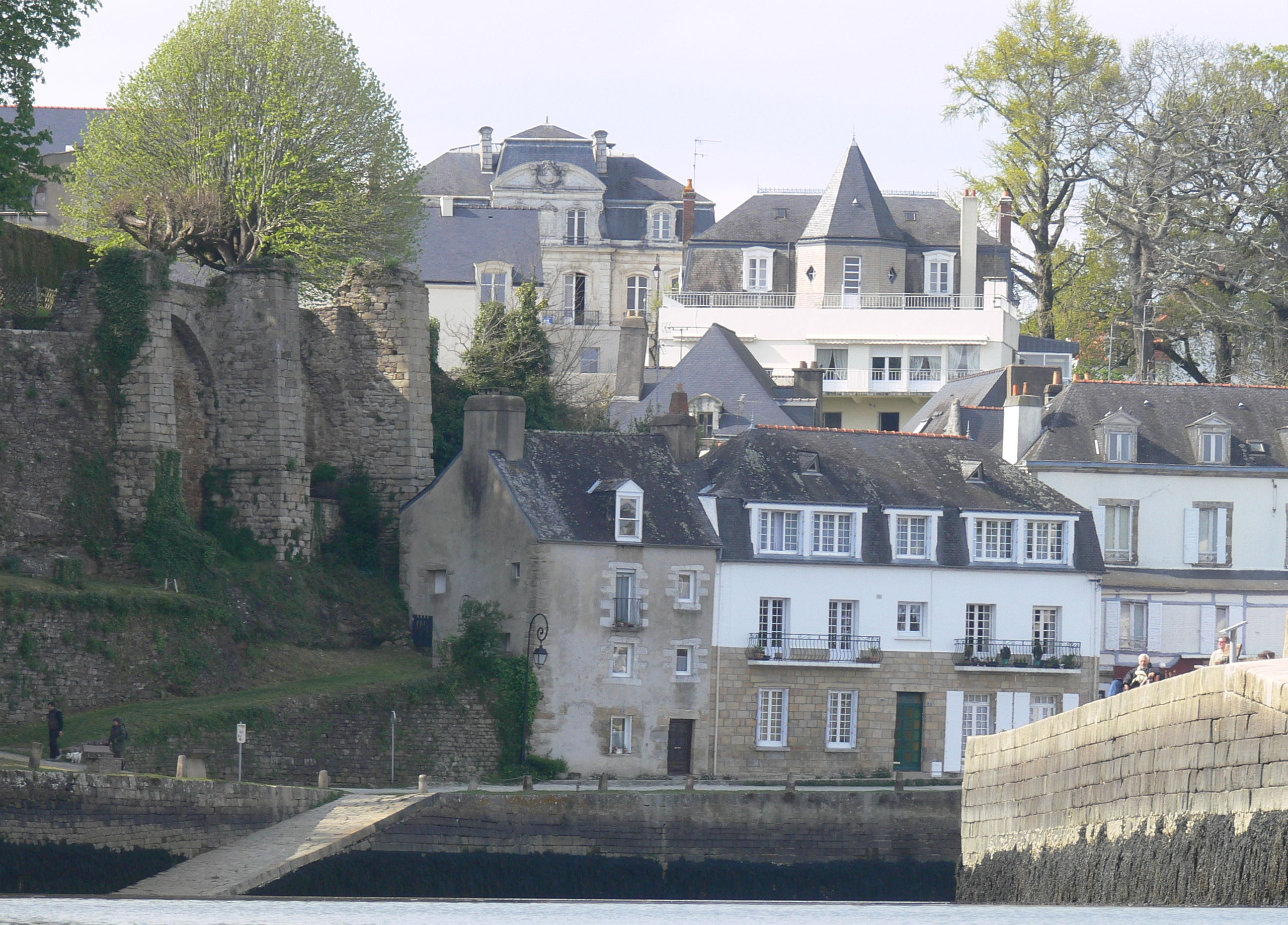
Vista des de la ria
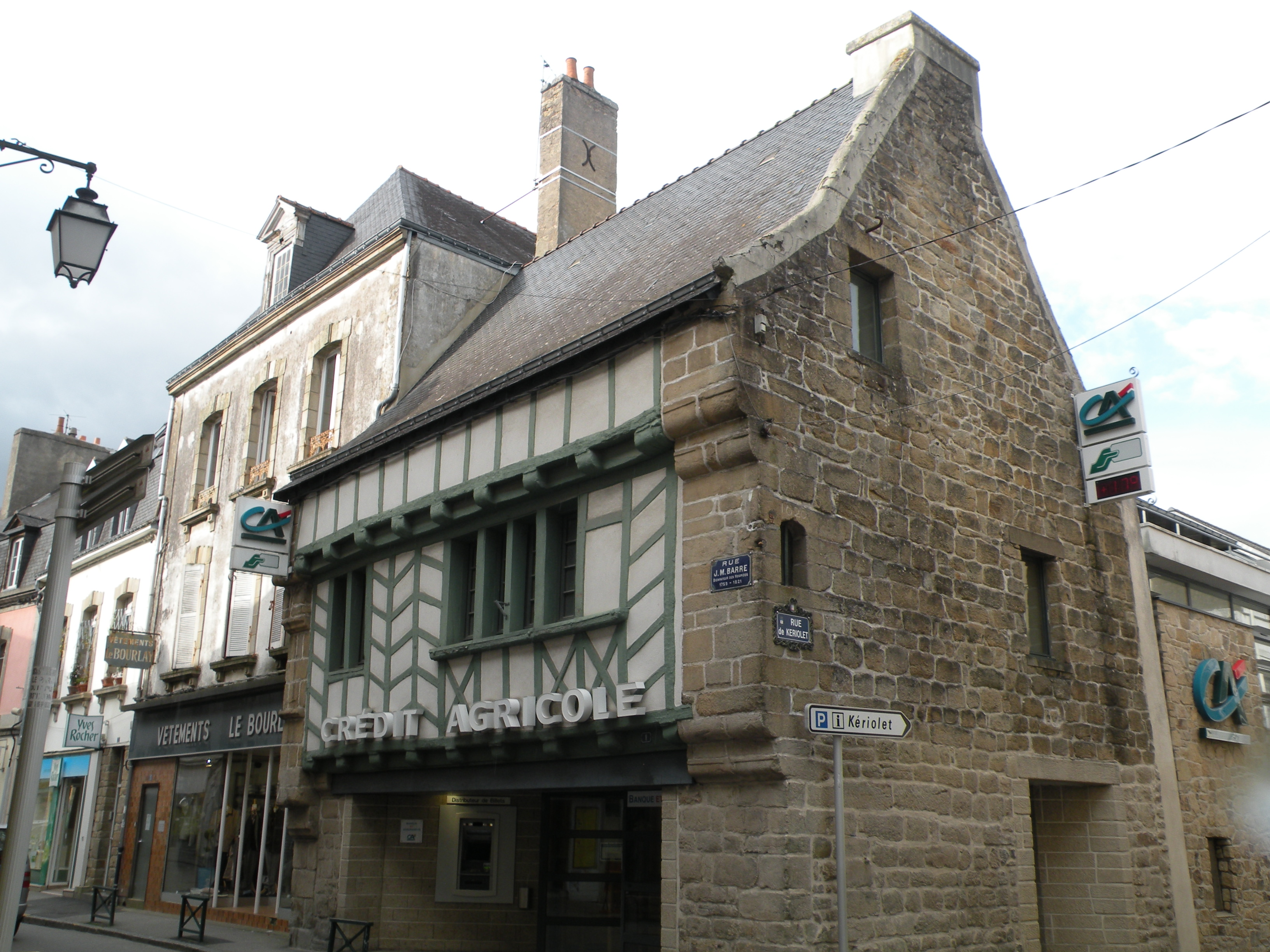
Casa de 1620